# Homolobus truncatoides
Homolobus truncatoides är en stekelart som beskrevs av Van Achterberg 1979. Homolobus truncatoides ingår i släktet Homolobus och familjen bracksteklar. Inga underarter finns listade i Catalogue of Life.